# Uhan
Uhan je priimek več znanih Slovencev:
- Adolf Uhan - Gandi (1914-2015), nogometaš
- Julijana Uhan, državna tožilka
- Marjetka Uhan (*1963), političarka (inženirka)
- Mitja Uhan, (bas)kitarist in pevec skupine Backstage
- Peter Uhan, fotograf
- Samo Uhan (*1963), sociolog, prof. FDV
- Stane Uhan (*1934), ekonomist in politolog